# Доналдсон (Арканзас)
Доналдсон (енгл. Donaldson) град је у америчкој савезној држави Арканзас.

## Демографија
По попису из 2010. године број становника је 301, што је 25 (-7,7%) становника мање него 2000. године.
| Група             | 2000.       | 2010.       |
| Белци             | 317 (97,2%) | 295 (98,0%) |
| Афроамериканци    | 0 (0,0%)    | 1 (0,3%)    |
| Азијати           | 0 (0,0%)    | 0 (0,0%)    |
| Хиспаноамериканци | 2 (0,6%)    | 1 (0,3%)    |
| Укупно            | 326         | 301         |